# 天竜浜名湖鉄道天竜浜名湖線
天竜浜名湖線（てんりゅうはまなこせん）は、静岡県遠州地方で掛川市の掛川駅から浜松市天竜区の天竜二俣駅を経て湖西市の新所原駅に至る、天竜浜名湖鉄道が運営する鉄道路線。略称は天浜線（てんはません）。旧国鉄の特定地方交通線であった二俣線を引き継いだ路線。

## 概要
東海旅客鉄道（JR東海）の東海道本線から分岐して内陸部に入り、浜名湖の北岸を巡って再び東海道本線に合流している。これは浜名湖橋梁が不通になった場合に備える東海道本線のバイパス路線として、旧日本陸軍の要請で建設されたためである。また途中にある西鹿島駅は遠州鉄道鉄道線との乗換駅となっている。
全線非電化で旅客営業を行う鉄道路線としては静岡県内で唯一である。
国鉄二俣線時代は、新所原駅から分岐した跨線橋を経由して、東海道本線に直通し、県境を跨ぎ豊橋駅まで乗り入れていたが、1987年（昭和62年）の第三セクター鉄道転換時に直通運転が廃止された。現在も、二俣線時代のホームが豊橋駅に存在し、主に回送列車等の待機場として使われているが、ホームの出入り口は封鎖されている。貨物列車等では、C58形などの蒸気機関車が1974年（昭和49年）まで運行し、豊橋駅に乗り入れていた。

## 路線データ
- 管轄（事業種別）：天竜浜名湖鉄道（第一種鉄道事業者）
- 路線距離（営業キロ）：67.7km[8]
- 軌間：1067mm
- 駅数：39駅（起終点駅含む）[9]
- 複線区間：なし（全線単線）
- 電化区間：なし（全線非電化）
- 閉塞方式：特殊自動閉塞（軌道回路検知式）
- 保安装置：ATS-ST
- 最高速度：80km/h[1][2]
- IC乗車カード対応区間：なし

## 歴史
元来は、掛川駅から遠江二俣、三河大野を経て岐阜県東濃地方の大井（現在の恵那）に至る鉄道（改正鉄道敷設法別表第63号）「遠美線」として計画されたが、軍事上の要請から、浜名湖付近で海岸部を通る東海道本線が敵軍の攻撃により不通になった際のバイパスとするため、遠江二俣と新所原（法律の条文上は豊橋）の間を改正鉄道敷設法別表に第63号ノ2として1933年（昭和8年）に追加した上で建設された。また、天竜二俣付近では、1929年（昭和4年） - 1935年（昭和10年）に存在した光明電気鉄道線の廃線跡を転用して建設を行っている。当初、東線・西線として部分開通し、その後全線開通となる。部分開通の時には、1150形、C10形蒸気機関車が入線していたが、全通時には8620形になり、1960年（昭和35年）頃に全機C58形に置き変わっている。

### 年表
- 1935年（昭和10年）4月17日：二俣線 掛川駅 - 遠江森駅間（12.9 km）開業。遠江桜木駅（現在の桜木駅）、原谷駅、遠江森駅（現在の遠州森駅）開業。
- 1936年（昭和11年）12月1日：二俣西線 新所原駅 - 三ヶ日駅間（12.1 km）開業。知波田駅、尾奈駅、三ヶ日駅開業。二俣線を二俣東線に改称。
- 1938年（昭和13年）4月1日：二俣西線 三ヶ日駅 - 金指駅間（13.8 km）延伸開業。都筑駅、佐久米駅（現在の浜名湖佐久米駅）、西気賀駅、気賀駅、金指駅開業。
- 1940年（昭和15年）6月1日：遠江森駅 - 金指駅間（29.1 km）延伸開業により掛川駅 - 新所原駅間全通。二俣東線が新規開業区間及び二俣西線を編入して二俣線に改称。遠江一宮駅、敷地駅、野部駅（現在の豊岡駅）、遠江二俣駅（現在の天竜二俣駅）、西鹿島駅、岩水寺駅、宮口駅、都田駅開業。
- 1953年（昭和28年）7月8日：東都筑仮停車場開業。
- 1954年（昭和29年）10月10日：西掛川駅開業。
- 1955年（昭和30年）
  - 5月6日：寸座駅開業。東都筑仮停車場を駅に変更して東都筑駅開業。
  - 6月1日：上野部駅開業[11]。
- 1956年（昭和31年）
  - 5月10日：細谷駅開業。
  - 12月15日：二俣本町駅開業。
- 1958年（昭和33年）11月1日：遠州鉄道の気動車が西鹿島駅 - 遠江二俣駅間に乗り入れ開始。
- 1960年（昭和35年）4月20日：戸綿駅開業。
- 1961年（昭和36年）5月16日：遠州鉄道の気動車の乗り入れ区間を遠江森駅まで延長
- 1966年（昭和41年）10月1日：遠州鉄道の気動車乗り入れ廃止。
- 1971年（昭和46年）3月31日：蒸気機関車 (SL) を全廃して無煙化。
- 1984年（昭和59年）6月22日：第2次廃止対象特定地方交通線として廃止承認[4]。
- 1985年（昭和60年）3月14日：貨物営業を廃止[12]。
- 1987年（昭和62年）3月15日：国鉄二俣線（67.9 km）廃止[4]。天竜浜名湖鉄道 天竜浜名湖線として掛川駅 - 新所原駅間（67.7km）開業[4]。気賀高校前駅（現・岡地駅）、アスモ前駅開業[13]。遠江桜木駅を桜木駅に、遠江森駅を遠州森駅に、野部駅を豊岡駅に、遠江二俣駅を天竜二俣駅に、佐久米駅を浜名湖佐久米駅にそれぞれ改称[13]。
- 1988年（昭和63年）3月13日：掛川駅 - 金指駅間を電子閉塞に切り替え。いこいの広場駅、原田駅、円田駅、浜松大学前駅（現・常葉大学前駅）、奥浜名湖駅開業。
- 1989年（平成元年）3月11日：金指駅 - 新所原駅間の電子閉塞切り替え[14]により全線電子閉塞化。タブレット閉塞廃止。
- 1996年（平成8年）3月18日：掛川市役所前駅、フルーツパーク駅開業[15]。
- 2009年（平成21年）4月1日：大森駅開業[16]。
- 2013年（平成25年）4月1日：浜松大学前駅を常葉大学前駅に改称。
- 2015年（平成27年）3月14日：森町病院前駅開業[17]。気賀高校前駅を岡地駅に改称。天竜二俣駅 - 新所原駅間を電子符号照査式から軌道回路検知式に切換。
- 2016年（平成28年）8月27日：台湾鉄路管理局の集集線との姉妹鉄道協定が締結される。同日から2017年（平成29年）12月31日まで、「1日乗車券の相互無償提供」を実施。一方の有効期間内の使用済み「1日乗車券」をもう一方の鉄道の指定窓口に持参すると、「1日フリー乗車券」と無償で交換できる[18]。
- 2020年（令和2年）7月1日：全通80周年を記念して「天浜線全線乗り放題純金フリーきっぷ」と記念カードの受注開始[19]。
- 2021年（令和3年）10月1日：駅名ネーミングライツスポンサーの募集開始[20]。

### 迂回路として
前述の通り、天浜線（二俣線）が建設された当時、東海道本線は海岸線近くを走り、天竜川や浜名湖の鉄橋が攻撃されることも想定されたため、迂回路として海岸から距離のある現在のルートが選定された。その迂回路としての役割を実際に果たしたこともある。
- 1944年（昭和19年）12月に東南海地震で東海道本線が大きな被害を受けた際に、復旧するまで列車が当線を通った。
- 1945年（昭和20年）7月24日に東海道本線が空襲によって不通となった際に、列車3本が当線に迂回した。
- 1945年（昭和20年）7月30日に浜松駅周辺が浜松空襲と同時に行われた艦砲射撃で不通となった際に、軍用列車や本線列車5本が当線に迂回した[21]。

## 運行形態
定期列車は全て各駅に停車する普通列車で、ワンマン運転が行われている。単線かつローカル線であるために、完全な等間隔運行ではないが、昼間はほぼ1時間に1本の割合で列車が運行されている。全線を通して運転される列車のほか、天竜二俣駅発着列車、朝夕には掛川駅 - 遠州森駅間、掛川駅 - 西鹿島駅間、天竜二俣駅 - 宮口駅間、金指駅 - 新所原駅間、夜間には掛川駅発金指駅および西鹿島駅発天竜二俣駅行きの区間運転列車が設定されている。
かつては快速列車の設定もあり1996年3月16日改正で2往復が新設されたが、1往復への減便を経て2000年3月26日改正で廃止された。以後、定期ダイヤにおける快速列車の設定はなく、後述する臨時列車などで運行されるに留まっている。
国鉄二俣線時代はキハ20形気動車1両または2両編成でおおむね2時間に1本の割合の運転であった。また一部の列車は新所原駅から東海道本線に乗り入れ豊橋駅までの直通運転を実施しており、新所原駅の西側にかつて二俣線の下り列車が立体交差で東海道本線に合流するための跨線橋があったが、第三セクター鉄道転換後は東海道本線への直通列車はなく、跨線橋も撤去されている。
なお、全線の線路検測を実施する際は、東海道本線の静岡県内区間を運営するJR東海の軌道試験車キヤ95が乗り入れる。

### 臨時列車
2000年3月26日改正からトロッコ列車「そよかぜ号」が遠州森駅 - 三ヶ日駅間（2003年からは天竜二俣駅 - 三ヶ日駅間）を走っていた。しかし、トロッコ車両の台枠に亀裂が発見されたことから2007年度より運行を中止し、後に廃車、解体された。
2017年3月4日改正からは季節列車「井の国号」の運転が開始された（運転開始日は3月18日）。運転日は春休み中の土休日やゴールデンウィーク、お盆期間などの繁忙期。下りは掛川駅発新所原駅行き区間快速として運転され、天竜二俣駅 - 新所原駅間は各駅に停車する。上りは新所原駅発天竜二俣駅行きの普通列車として運転される。

## 車両

### 国鉄時代
- 気動車
  - キハ20形 - 1980年以降
  - キハ17形 - 1980年以前
  - キハ800形 - 遠州鉄道からの乗り入れ気動車
    - 二俣線時代の末期はキハ20形のみであった。
- ディーゼル機関車
  - DE10形
- 蒸気機関車
  - 1150形
  - 8620形
  - C10形
  - C58形

## 駅一覧
- 全駅静岡県に所在。
- *印は天竜浜名湖鉄道転換後の新設駅。
- 2024年10月1日の運賃改定に合わせて一部駅の営業キロ改定[24]。
- 「国鉄」は旧・日本国有鉄道時代の営業キロ。
- 線路（全線単線） … ◇・∨：列車交換可能、｜：列車交換不可

| 駅名 （副駅名）                                | 営業キロ | 営業キロ | 営業キロ | 接続路線・備考                                    | 線路 | 所在地      | 所在地      |
| 駅名 （副駅名）                                | 駅間     | 累計     | 国鉄     | 接続路線・備考                                    | 線路 | 所在地      | 所在地      |
| ---------------------------------------------- | -------- | -------- | -------- | ------------------------------------------------- | ---- | ----------- | ----------- |
| 掛川駅                                         | -        | 0.0      | 0.0      | 東海旅客鉄道： 東海道新幹線・CA 東海道本線 (CA27) | ∨    | 掛川市      | 掛川市      |
| 掛川市役所前駅*                                | 1.3      | 1.3      | -        |                                                   | ｜   | 掛川市      | 掛川市      |
| 西掛川駅                                       | 0.5      | 1.8      | 1.9      |                                                   | ｜   | 掛川市      | 掛川市      |
| 桜木駅 （ヤマハピアノのふるさと）              | 2.2      | 4.0      | 4.1      |                                                   | ◇    | 掛川市      | 掛川市      |
| いこいの広場駅*                                | 1.5      | 5.5      | -        |                                                   | ｜   | 掛川市      | 掛川市      |
| 細谷駅                                         | 0.5      | 6.0      | 6.1      |                                                   | ｜   | 掛川市      | 掛川市      |
| 原谷駅                                         | 1.9      | 7.9      | 8.0      |                                                   | ◇    | 掛川市      | 掛川市      |
| 原田駅*                                        | 1.5      | 9.4      | -        |                                                   | ｜   | 掛川市      | 掛川市      |
| 戸綿駅                                         | 2.6      | 12.0     | 12.1     |                                                   | ｜   | 周智郡 森町 | 周智郡 森町 |
| 遠州森駅                                       | 0.8      | 12.8     | 12.9     |                                                   | ◇    | 周智郡 森町 | 周智郡 森町 |
| 森町病院前駅*                                  | 0.7      | 13.5     | -        |                                                   | ｜   | 周智郡 森町 | 周智郡 森町 |
| 円田駅*                                        | 1.2      | 14.7     | -        |                                                   | ｜   | 周智郡 森町 | 周智郡 森町 |
| 遠江一宮駅                                     | 1.7      | 16.4     | 16.5     |                                                   | ◇    | 周智郡 森町 | 周智郡 森町 |
| 敷地駅                                         | 3.5      | 19.9     | 20.0     |                                                   | ｜   | 磐田市      | 磐田市      |
| 豊岡駅                                         | 3.1      | 23.0     | 23.1     |                                                   | ◇    | 磐田市      | 磐田市      |
| 上野部駅 （シルクロード上野部）                | 1.4      | 24.4     | 24.5     |                                                   | ｜   | 磐田市      | 磐田市      |
| 天竜二俣駅                                     | 1.8      | 26.2     | 26.3     |                                                   | ◇    | 浜松市      | 天竜区      |
| 二俣本町駅 （セカンドステージ ハマニ）         | 0.6      | 26.8     | 26.9     |                                                   | ｜   | 浜松市      | 天竜区      |
| 西鹿島駅                                       | 1.7      | 28.5     | 28.6     | 遠州鉄道：■ 鉄道線 (18)                           | ｜   | 浜松市      | 天竜区      |
| 岩水寺駅                                       | 1.8      | 30.3     | 30.5     |                                                   | ｜   | 浜松市      | 浜名区      |
| 宮口駅                                         | 2.0      | 32.3     | 32.4     |                                                   | ◇    | 浜松市      | 浜名区      |
| フルーツパーク駅* （KATANA）                   | 3.9      | 36.2     | -        |                                                   | ｜   | 浜松市      | 浜名区      |
| 都田駅                                         | 1.5      | 37.7     | 37.8     |                                                   | ｜   | 浜松市      | 浜名区      |
| 常葉大学前駅*                                  | 1.4      | 39.1     | -        |                                                   | ｜   | 浜松市      | 浜名区      |
| 金指駅                                         | 2.8      | 41.9     | 42.0     |                                                   | ◇    | 浜松市      | 浜名区      |
| 岡地駅*                                        | 1.5      | 43.4     | -        |                                                   | ｜   | 浜松市      | 浜名区      |
| 気賀駅                                         | 1.4      | 44.8     | 45.0     |                                                   | ｜   | 浜松市      | 浜名区      |
| 西気賀駅 （えんちゃんプリンス岬）              | 2.9      | 47.7     | 47.8     |                                                   | ◇    | 浜松市      | 浜名区      |
| 寸座駅 （夢想い峠）                            | 1.7      | 49.4     | 49.5     |                                                   | ｜   | 浜松市      | 浜名区      |
| 浜名湖佐久米駅 （本を読もう 沢渡あまね）       | 1.3      | 50.7     | 50.8     |                                                   | ｜   | 浜松市      | 浜名区      |
| 東都筑駅                                       | 1.2      | 51.9     | 52.0     |                                                   | ｜   | 浜松市      | 浜名区      |
| 都筑駅                                         | 1.4      | 53.3     | 53.4     |                                                   | ｜   | 浜松市      | 浜名区      |
| 三ヶ日駅 （みかんの里 日本一の柑橘選果場の町） | 2.3      | 55.6     | 55.8     |                                                   | ◇    | 浜松市      | 浜名区      |
| 奥浜名湖駅* （ぶんぶんに出会えるまち）         | 1.2      | 56.8     | -        |                                                   | ｜   | 浜松市      | 浜名区      |
| 尾奈駅 （湖面すれすれ 三ヶ日温泉リステル）     | 1.3      | 58.1     | 58.2     |                                                   | ｜   | 浜松市      | 浜名区      |
| 知波田駅                                       | 4.8      | 62.9     | 63.1     |                                                   | ◇    | 湖西市      | 湖西市      |
| 大森駅*                                        | 2.0      | 64.9     | -        |                                                   | ｜   | 湖西市      | 湖西市      |
| アスモ前駅* （デンソーのモーター生産地）       | 1.8      | 66.7     | -        |                                                   | ｜   | 湖西市      | 湖西市      |
| 新所原駅                                       | 1.0      | 67.7     | 67.9     | 東海旅客鉄道：CA 東海道本線 (CA40)                | ｜   | 湖西市      | 湖西市      |

- 遠江一宮駅 - 敷地駅間で袋井市を通過するが、同市内に駅は存在しない。

### 過去の接続路線
- 金指駅：遠州鉄道奥山線

## 新駅設置計画
西掛川駅 - 桜木駅間にあったアピタ掛川店（現・MEGAドン・キホーテUNY掛川店）付近において、掛川市は新駅設置の計画を立てている。2017年度に工事を着手し、同店の増床に合わせて2018年度内の完成を目指していたが、アピタのドン・キホーテ傘下入りに伴い、MEGAドン・キホーテUNYへの転換・改装にとどめられ、新駅計画は停滞しており、白紙になったとみられている。

## 鉄道施設

### 信号
信号機には腕木式信号機が国鉄時代に使用されていたが、転換後に色灯式信号機に交換された。出発・場内・遠方信号機は、原則として二灯式が採用されている。ただし例外として新所原駅場内信号機は三灯式が採用されている。
かつて使用されていた腕木式信号機の一部は、天竜二俣駅などで保存されており、主信号機の他遠方信号機も一部で見られる。

## 文化財
以下の建造物・施設が国の登録有形文化財に登録されている。1998年に5件、2011年に31件の一括登録（鉄道施設では、若桜鉄道若桜線とわたらせ渓谷鐵道わたらせ渓谷線に次ぐ三例目）が行われた。
登録有形文化財
- 利木隧道（尾奈駅 - 知波田駅間）
- 三ヶ日駅本屋
- 西気賀駅本屋
- 西気賀駅待合所
- 気賀駅本屋
- 気賀駅上屋及びプラットホーム
- 気賀町高架橋（気賀駅 - 岡地駅間）
- 金指駅上屋及びプラットホーム
- 金指駅高架貯水槽
- 瀬戸橋梁
- 瀬戸山橋梁
- 都田川橋梁
- 宮口駅本屋及び上りプラットホーム
- 宮口駅待合所及び下りプラットホーム
- 岩水寺駅待合所及びプラットホーム
- 天竜川橋梁
- 二俣川橋梁
- 天竜二俣駅本屋
- 天竜二俣駅上り上屋及びプラットホーム
- 天竜二俣駅下り上屋及びプラットホーム
- 運転区休憩所
- 運転区高架貯水槽
- 運転区事務室
- 運転区揚水機室
- 運転区浴場
- 機関車扇型車庫
- 機関車運転台
- 神田隧道
- 一宮川橋梁
- 遠江一宮駅本屋
- 遠州森駅本屋及び上りプラットホーム
- 太田川橋梁
- 原野谷川橋梁
- 原谷駅本屋
- 桜木駅本屋及び上りプラットホーム
- 富部橋梁

## 天浜線が登場する作品
- アニメ
  - サザエさん - オープニングで使用された。
- 映画
  - 天まであがれ!!
  - 青い青い空
  - 少女
  - シン・エヴァンゲリオン
- 漫画
  - シュート! - 大島司作のサッカー漫画で、掛川市内の路線が登場。
  - 鉄子の旅 - 二俣本町駅、宮口駅、気賀駅、西気賀駅、浜名湖佐久米駅、都筑駅が登場する。作者菊池直恵、旅の案内人横見浩彦。
  - テツぼん - 原作：高橋遠州、作画：永松潔。『ビッグコミックス』連載のテツちゃんの国会議員の活躍する漫画。2013年23号に原谷駅のボランティアや文化財の天竜二俣駅と周辺施設が登場する。
  - ゆるキャン△ - あfろ作の漫画。浜名湖佐久米駅、気賀駅の描写が登場する。アニメ化、実写ドラマ化作品においても登場した。
- ドラマ
  - ウォーターボーイズ2 - ドラマの中で「姫乃」となっている駅は、原谷駅である。
  - 僕だけのマドンナ - 最終回でヒロインの片岡するみ（長谷川京子）が東京を離れ旅をするシーンで出てくる車両は当線のTH3000形だった。
  - 西村京太郎トラベルミステリー56 生死を分ける転車台
  - リーガルV〜元弁護士・小鳥遊翔子〜 3話
- CM
  - 2001年・コカコーラ（No Reason! キャンペーン） - 撮影に三ヶ日駅のホームが使用された。
- 旅番組・バラエティ番組
  - 鶴瓶の家族に乾杯（NHK総合テレビ） - 2017年1月16日放送「おんな城主 直虎SP 柴咲コウ 静岡県浜松市ぶっつけ本番旅」
  - はくがぁる（テレビ朝日） - 2017年3月5日放送「ローカル線で行くテツかわいい旅学」
  - 昼めし旅 〜あなたのご飯見せてください!〜（テレビ東京）
  - 太川蛭子の旅バラ（テレビ東京） - 2019年8月22日放送「太川・蛭子のローカル鉄道寄り道旅 夏の浜名湖」
  - 出川哲朗の充電させてもらえませんか?（テレビ東京）
  - 六角精児の呑み鉄本線・日本旅（NHK BSプレミアム） - 2018年12月1日放送「秋・天竜浜名湖鉄道を呑む!」
  - 中井精也のてつたび（NHK BSプレミアム） - 2020年12月11日放送、第49回「静岡 深まる秋を探して」
  - 友近・礼二の妄想トレイン（BS日テレ） - 2021年11月22日放送、第57回「天竜浜名湖鉄道で行く浜名湖満喫の旅」[31]
  - 乗り鉄おすすめ!鉄道トラベラーズ（MONDO21（現・MONDO TV））
  - 新・みんなの鉄道（フジテレビONE・フジテレビNEXT）#31
  - 鉄道発見伝 鉄兄ちゃん藤田大介アナが行く!（日テレプラス） - 第74話「日本の原風景に出逢う天竜浜名湖鉄道」初回放送：2019年11月26日

など

## コラボレーション
地元住民以外の需要を開拓するため、以下のようなコレボレーション企画による集客を図っている。「天浜線が登場する作品」も参照。
- 『ゆるキャン△』のラッピング列車運行[32]や一日乗車券・グッズ販売[33]
- 当線が舞台のモチーフとなった『シン・エヴァンゲリオン劇場版』の聖地巡礼[32]
- AKB48考案の副駅名など[32]

## 利用状況

### 輸送実績
天竜浜名湖線の近年の輸送実績を下表に記す。輸送量は減少している。
表中、輸送人員の単位は万人。輸送人員は年度での値。表中、最高値を赤色で、最高値を記録した年度以降の最低値を青色で、1987年（昭和62年）以降の最高値を記録した年度以前の最低値を緑色で囲んで表記している。
| 年度別輸送実績     | 年度別輸送実績                  | 年度別輸送実績                  | 年度別輸送実績                  | 年度別輸送実績                  | 年度別輸送実績  | 年度別輸送実績               |
| 年度               | 輸送実績（乗車人員）：万人/年度 | 輸送実績（乗車人員）：万人/年度 | 輸送実績（乗車人員）：万人/年度 | 輸送実績（乗車人員）：万人/年度 | 輸送密度 人/1日 | 特記事項                     |
| ------------------ | ------------------------------- | ------------------------------- | ------------------------------- | ------------------------------- | --------------- | ---------------------------- |
| 年度               | 通勤定期                        | 通学定期                        | 定期外                          | 合計                            | 輸送密度 人/1日 | 特記事項                     |
| 1986年（昭和61年） | 1.6                             | 1.8                             | 6.5                             | 9.9                             |                 | 国鉄より転換 開業            |
| 1987年（昭和62年） | 35.7                            | 87.6                            | 75.0                            | 198.3                           |                 |                              |
| 1988年（昭和63年） | 37.0                            | 93.0                            | 83.4                            | 213.5                           |                 |                              |
| 1989年（平成元年） | 39.6                            | 98.9                            | 82.2                            | 220.7                           |                 |                              |
| 1990年（平成2年）  | 40.7                            | 106.2                           | 87.4                            | 234.3                           |                 |                              |
| 1991年（平成3年）  | 39.9                            | 103.3                           | 90.9                            | 234.1                           |                 |                              |
| 1992年（平成4年）  | 37.7                            | 98.2                            | 91.7                            | 227.5                           |                 |                              |
| 1993年（平成5年）  | 38.0                            | 93.6                            | 96.2                            | 227.8                           |                 |                              |
| 1994年（平成6年）  | 36.8                            | 95.9                            | 93.2                            | 226.0                           |                 |                              |
| 1995年（平成7年）  | 36.4                            | 92.6                            | 92.1                            | 221.1                           |                 | 新型車両（TH3000形2両）導入  |
| 1996年（平成8年）  | 36.0                            | 90.0                            | 101.1                           | 227.0                           |                 |                              |
| 1997年（平成9年）  | 35.5                            | 85.4                            | 96.3                            | 217.2                           |                 |                              |
| 1998年（平成10年） | 33.7                            | 86.8                            | 92.6                            | 213.2                           |                 |                              |
| 1999年（平成11年） | 34.2                            | 86.8                            | 86.8                            | 207.8                           |                 |                              |
| 2000年（平成12年） | 32.5                            | 86.2                            | 87.6                            | 206.3                           |                 |                              |
| 2001年（平成13年） | 30.6                            | 84.4                            | 84.5                            | 199.6                           | 991             | 新型車両（TH2000形）導入開始 |
| 2002年（平成14年） | 30.0                            | 81.1                            | 83.4                            | 194.5                           |                 | 在来車両（TH1型）引退        |
| 2003年（平成15年） | 28.0                            | 82.3                            | 79.1                            | 189.4                           | 900             | 新型車両（TH9200型1両）導入  |
| 2004年（平成16年） | 27.9                            | 77.8                            | 75.7                            | 181.4                           |                 |                              |
| 2005年（平成17年） | 27.1                            | 75.2                            | 74.6                            | 176.8                           | 857             |                              |
| 2006年（平成18年） | 27.9                            | 68.1                            | 78.7                            | 174.7                           |                 |                              |
| 2007年（平成19年） | 28.3                            | 62.5                            | 71.5                            | 162.4                           |                 |                              |
| 2008年（平成20年） | 28.5                            | 60.7                            | 73.1                            | 162.4                           |                 |                              |
| 2009年（平成21年） | 29.1                            | 57.5                            | 70.7                            | 157.4                           | 787             |                              |
| 2010年（平成22年） | 29.2                            | 57.9                            | 67.7                            | 154.9                           | 777             |                              |
| 2011年（平成23年） | 28.6                            | 56.2                            | 67.0                            | 151.8                           |                 |                              |
| 2012年（平成24年） | 28.3                            | 51.7                            | 69.8                            | 149.8                           | 748             |                              |
| 2013年（平成25年） | 27.8                            | 52.3                            | 71.3                            | 151.4                           | 758             |                              |
| 2014年（平成26年） | 28.3                            | 56.1                            | 63.7                            | 148.1                           | 773             |                              |
| 2015年（平成27年） | 27.6                            | 58.1                            | 66.7                            | 152.4                           | 758             |                              |
| 2016年（平成28年） | 28.3                            | 58.4                            | 68.2                            | 154.9                           | 766             |                              |
| 2017年（平成29年） | 28.5                            | 56.8                            | 77.2                            | 162.5                           | 783             |                              |
| 2018年（平成30年） | 27.1                            | 58.1                            | 69.4                            | 154.6                           | 751             |                              |
| 2019年（令和元年） | 28.0                            | 56.4                            | 66.9                            | 151.3                           | 756             |                              |

### 収入実績
天竜浜名湖線の近年の収入実績を下表に記す。旅客運賃収入は1996年（平成8年）以降減少している。運輸雑収については年度による変動が大きい。
表中、収入の単位は千円。数値は年度での値。表中、最高値を赤色で、最高値を記録した年度以降の最低値を青色で、1987年（昭和62年）以降の最高値を記録した年度以前の最低値を緑色で囲んで表記している。
| 年 度              | 旅客運賃収入：千円/年度 | 旅客運賃収入：千円/年度 | 旅客運賃収入：千円/年度 | 旅客運賃収入：千円/年度 | 旅客運賃収入：千円/年度 | 運輸雑収 千円/年度 | 総合計 千円/年度 |
| ------------------ | ----------------------- | ----------------------- | ----------------------- | ----------------------- | ----------------------- | ------------------ | ---------------- |
| 年 度              | 通勤定期                | 通学定期                | 定期外                  | 手小荷物                | 合計                    | 運輸雑収 千円/年度 | 総合計 千円/年度 |
| 1986年（昭和61年） | 12,143                  | ←←←←                    | 21,442                  | 0                       | 33,585                  | 35,472             | 69,057           |
| 1987年（昭和62年） | 66,908                  | 105,760                 | 172,668                 | 0                       | 426,409                 | 26,006             | 452,415          |
| 1988年（昭和63年） | 69,897                  | 115,458                 | 282,464                 | 0                       | 467,819                 | 19,781             | 487,600          |
| 1989年（平成元年） | 74,238                  | 125,459                 | 277,337                 | 0                       | 477,034                 | 25,076             | 502,110          |
| 1990年（平成2年）  | 76,274                  | 134,780                 | 290,461                 | 0                       | 501,515                 | 33,379             | 534,894          |
| 1991年（平成3年）  | 73,228                  | 131,028                 | 302,300                 | 0                       | 506,556                 | 25,143             | 531,699          |
| 1992年（平成4年）  | 68,049                  | 123,470                 | 307,104                 | 0                       | 498,623                 | 24,143             | 522,766          |
| 1993年（平成5年）  | 67,640                  | 118,729                 | 317,478                 | 0                       | 503,847                 | 30,676             | 534,523          |
| 1994年（平成6年）  | 71,741                  | 130,573                 | 332,899                 | 0                       | 535,213                 | 25,525             | 560,738          |
| 1995年（平成7年）  | 69,799                  | 130,859                 | 325,184                 | 0                       | 525,842                 | 24,499             | 550,341          |
| 1996年（平成8年）  | 68,655                  | 127,785                 | 363,237                 | 0                       | 559,677                 | 36,312             | 595,989          |
| 1997年（平成9年）  | 66,516                  | 121,636                 | 346,131                 | 0                       | 534,283                 | 30,989             | 565,272          |
| 1998年（平成10年） | 63,729                  | 124,549                 | 327,857                 | 0                       | 516,135                 | 34,430             | 550,565          |
| 1999年（平成11年） | 63,856                  | 126,151                 | 305,195                 | 0                       | 495,202                 | 27,988             | 523,190          |
| 2000年（平成12年） | 61,623                  | 126,541                 | 311,185                 | 0                       | 499,349                 | 28,298             | 527,647          |
| 2001年（平成13年） | 59,148                  | 121,806                 | 299,559                 | 0                       | 480,513                 | 27,087             | 507,600          |
| 2002年（平成14年） | 58,449                  | 119,500                 | 282,001                 | 0                       | 459,950                 | 30,531             | 490,481          |
| 2003年（平成15年） | 53,697                  | 115,776                 | 269,327                 | 0                       | 438,800                 | 36,482             | 475,282          |
| 2004年（平成16年） | 54,540                  | 111,207                 | 263,464                 | 0                       | 419,211                 | 55,696             | 474,907          |
| 2005年（平成17年） | 52,507                  | 104,723                 | 248,445                 | 0                       | 405,675                 | 27,856             | 433,531          |
| 2006年（平成18年） |                         |                         |                         | 0                       |                         |                    |                  |
| 2007年（平成19年） |                         |                         |                         | 0                       |                         |                    |                  |
| 2008年（平成20年） |                         |                         |                         | 0                       |                         |                    |                  |